# تودخاليا الثاني
كان تودخاليا الثاني (بالإنجليزية: Tudhaliya II)‏ (والمعروف أيضًا كتودخاليا الثالث (بالإنجليزية: Tudhaliya III)‏) ملكًا للمملكة الحيثية الحديثة في بلاد الأناضول حوالي 1360؟ - 1344 قبل الميلاد (تسلسل زمني قصير). وكان ابن الملك الحيثي أرنوواندا الأول وزوجته اشمو نيكال.

## السيرة الذاتية
عانت المملكة الحيثية من خسائر فادحة في الأراضي التابعة لها خلال فترة حكم تودخاليا الثاني، حتى أن العاصمة خاتوشا نفسها تم إحراقها. ولكن تحت التوجيه المقتدر لابن تودخاليا الثاني، الملك الحيثي المستقبلي سابيليوليوما الأول، بدأ الحيثيون في استعادة قوتهن أثناء حكم تودخاليا الثاني.
يعتبر الترقيم الصحيح للحكام الحثيين الذين حملوا اسم تودخاليا إشكالية. كان هناك شخصية من عصر هاتي حملت اسم تودخاليا الذي ربما حكم أو لم يكن ملكًا. عمليات إعادة البناء الأخرى أدخلت التضحية مباشرة بعد موواتالي الأول، ولكن قبل الحاكم الأكثر شهرة كان يُنسب إليه الفضل في كثير من الأحيان في تأسيس الإمبراطورية. تودخاليا الذي نوقش في هذا المقال بشكل عام إما على أنه «الثاني» أو «الثالث».